# Ronde van het Groene Hart
La Ronde van het Groene Hart es una carrera ciclista holandesa disputada en Groene Hart y sus alrededores.
Se creó en el 2007 formando parte del UCI Europe Tour, dentro de la categoría 1.1.
Su primera edición fue ganada por el esprínter belga Wouter Weylandt. Saliendo de Leyde, llegando a Woerden pasando por Róterdam, Ámsterdam y Utrecht. 

## Palmarés
| Año  | Ganador         | Segundo         | Tercero           |
| ---- | --------------- | --------------- | ----------------- |
| 2007 | Wouter Weylandt | Graeme Brown    | Greg Van Avermaet |
| 2008 | Tomas Vaitkus   | Wouter Weylandt | Bobbie Traksel    |
| 2009 | Geert Omloop    | Graeme Brown    | Aart Vierhouten   |
| 2010 | Jens Mouris     | Nico Eeckhout   | Sep Vanmarcke     |

## Palmarés por países
| País         | Victorias |
| ------------ | --------- |
| Bélgica      | 2         |
| Lituania     | 1         |
| Países Bajos | 1         |